# Humidité spécifique
L'humidité spécifique, ou teneur en eau, est le rapport de la masse d'eau dans l'air sur la masse d'air humide. Elle ne doit pas être confondue avec le rapport de mélange, qui est le rapport de la masse d'eau dans l'air sur la masse d'air sec. L'humidité spécifique maximale est l'humidité spécifique à saturation.
Sur un diagramme d'air humide, la courbe d'humidité spécifique constante est une droite horizontale en fonction de la température.
Contrairement à l'humidité relative ou absolue, l'humidité spécifique se conserve lors d'un changement d'altitude ou de température de la masse d'air tant qu'il n'y a pas de changement d'état physique, c'est-à-dire ni condensation ni évaporation. La raison en est qu'un kilogramme d'air ou de vapeur ne dépend pas de la pression ou de la température de l'air. Ainsi, lorsque l'on donne l'humidité spécifique, l'altitude de la parcelle d'air n'a pas d'importance. Malgré cet avantage, la mesure de l'humidité spécifique est difficile et doit en général être effectuée par un laboratoire.

## Approximation de l'humidité spécifique
En notant {\displaystyle p} la pression de l'air et {\displaystyle e} la pression partielle de vapeur d'eau, on peut calculer l'humidité spécifique {\displaystyle q} à partir de la formule suivante :
{\displaystyle q\approx {0{,}622\,e \over p-0{,}378\,e}}
L'équation inverse, qui permet de trouver la pression partielle de vapeur d'eau en fonction de l'humidité spécifique et de la pression de l'air est donc : 
{\displaystyle e\approx {q\,p \over 0{,}622+0{,}378\,q}}
En notant {\displaystyle E} la pression de vapeur saturante de l'eau, l'humidité spécifique à saturation {\displaystyle q_{s}} est par définition : 
{\displaystyle q_{s}\approx {0{,}622\,E \over p-0{,}378\,E}}

## Conversion
D'après les formules empiriques de Nadeau et Puiggali, l'humidité spécifique {\displaystyle {\text{HS}}} peut être exprimée en fonction de l'humidité relative {\displaystyle {\text{HR}}} par la relation :
{\displaystyle {\text{HS}}={0{,}622\,p_{\text{sat}}\!\left(\theta \right)\,{\text{HR}} \over 101\,325-p_{\text{sat}}\!\left(\theta \right)\,{\text{HR}}}}
{\displaystyle p_{\text{sat}}\left(\theta \right)=\exp \!\left[23{,}3265-{3\,802{,}7 \over \theta +273{,}18}-\left({472{,}68 \over \theta +273{,}18}\right)^{2}\right]}
avec :
- {\displaystyle {\text{HR}}} l'humidité relative (entre 0 et 1) ;
- {\displaystyle {\text{HS}}} l'humidité spécifique en kgeau/kgair hum ;
- {\displaystyle \theta } la température en °C (comprise entre 0 et 45 °C) ;
- {\displaystyle p_{\text{sat}}\!\left(\theta \right)} la pression de vapeur saturante de l'eau en Pa.

Exemple
{\displaystyle {\text{HR}}} = 50 %
{\displaystyle \theta } = 20 °C
⇒ {\displaystyle p_{\text{sat}}\!\left(\theta \right)} = 2 336 Pa
⇒ {\displaystyle {\text{HS}}} = 0,00726 kgeau/kgair hum